# لوکا یوویچ
لوکا یوویچ (سیریلیک صربی: Лука Јовић؛ زادهٔ ۲۳ دسامبر ۱۹۹۷) بازیکن فوتبال اهل صربستان است که در پست مهاجم برای باشگاه آ. ا. ک آتن و تیم ملی صربستان بازی‌ می‌کند.
وی فوتبالش را از ستاره سرخ بلگراد شروع کرد و به دلیل عملکرد خوبش به تیم بنفیکا پیوست. در بنفیکا بازی‌های خوبی را به نمایش نگذاشت و به‌طور قرضی به آینتراخت فرانکفورت رفت؛ او در فرانکفورت فوق‌العاده بود و به‌طور رسمی به این تیم پیوست. اما عملکرد فوق‌العاده او اجازه نداد که در فرانکفورت ادامه دهد و به رئال مادرید پیوست.

## آمار باشگاهی
تا تاریخ  ۳ نوامبر ۲۰۲۱
| عملکرد                   | عملکرد                   | عملکرد                   | لیگ      | لیگ      | جام      | جام      | قاره‌ای | قاره‌ای | سایر | سایر | مجموع | مجموع |
| فصل                      | باشگاه                   | لیگ                      | بازی     | گل       | بازی     | گل       | بازی   | گل     | بازی | گل   | بازی  | گل    |
|                          |                          |                          | لیگ برتر | لیگ برتر | جام حذفی | جام حذفی | اروپا  | اروپا  | دیگر | دیگر | مجموع | مجموع |
| ------------------------ | ------------------------ | ------------------------ | -------- | -------- | -------- | -------- | ------ | ------ | ---- | ---- | ----- | ----- |
| ۲۰۱۳–۲۰۱۴                | ستاره سرخ بلگراد         | سوپر صربستان             | ۱        | ۱        | ۰        | ۰        | ۰      | ۰      | ۰    | ۰    | ۱     | ۱     |
| ۲۰۱۴–۲۰۱۵                | ستاره سرخ بلگراد         | سوپر صربستان             | ۲۲       | ۶        | ۲        | ۰        | ۰      | ۰      | ۰    | ۰    | ۲۴    | ۶     |
| ۲۰۱۵–۲۰۱۶                | ستاره سرخ بلگراد         | سوپر صربستان             | ۱۹       | ۵        | ۲        | ۱        | ۲      | ۰      | ۰    | ۰    | ۲۳    | ۶     |
| مجموع ستاره سرخ بلگراد   | مجموع ستاره سرخ بلگراد   | مجموع ستاره سرخ بلگراد   | ۴۲       | ۱۲       | ۴        | ۱        | ۲      | ۰      | ۰    | ۰    | ۴۷    | ۱۳    |
| ۲۰۱۵–۲۰۱۶                | بنفیکا بی                | لیگ پرتغال               | ۷        | ۲        | ۰        | ۰        | ۰      | ۰      | ۰    | ۰    | ۷     | ۲     |
| ۲۰۱۶–۲۰۱۷                | بنفیکا بی                | لیگ پرتغال               | ۱۱       | ۲        | ۰        | ۰        | ۰      | ۰      | ۰    | ۰    | ۱۱    | ۲     |
| مجموع بنفیکا بی          | مجموع بنفیکا بی          | مجموع بنفیکا بی          | ۱۸       | ۴        | ۰        | ۰        | ۰      | ۰      | ۰    | ۰    | ۱۸    | ۴     |
| ۲۰۱۵–۲۰۱۶                | بنفیکا                   | لیگ پرتغال               | ۱        | ۰        | ۰        | ۰        | ۱      | ۰      | ۰    | ۰    | ۲     | ۰     |
| ۲۰۱۶–۲۰۱۷                | بنفیکا                   | لیگ پرتغال               | ۱        | ۰        | ۰        | ۰        | ۰      | ۰      | ۰    | ۰    | ۱     | ۰     |
| مجموع بنفیکا             | مجموع بنفیکا             | مجموع بنفیکا             | ۲        | ۰        | ۰        | ۰        | ۰      | ۰      | ۰    | ۰    | ۳     | ۰     |
| ۲۰۱۷–۲۰۱۸                | آینتراخت فرانکفورت       | بوندسلیگا                | ۲۲       | ۸        | ۵        | ۱        | ۰      | ۰      | ۰    | ۰    | ۲۷    | ۹     |
| ۲۰۱۸–۲۰۱۹                | آینتراخت فرانکفورت       | بوندسلیگا                | ۳۲       | ۱۷       | ۱        | ۰        | ۱۴     | ۱۰     | ۱    | ۰    | ۴۸    | ۲۷    |
| ۲۰۲۰–۲۰۲۱                | آینتراخت فرانکفورت       | بوندسلیگا                | ۱۸       | ۴        | ۰        | ۰        | ۰      | ۰      | ۰    | ۰    | ۱۸    | ۴     |
| مجموع آینتراخت فرانکفورت | مجموع آینتراخت فرانکفورت | مجموع آینتراخت فرانکفورت | ۷۲       | ۲۹       | ۶        | ۱        | ۱۴     | ۱۰     | ۱    | ۰    | ۹۳    | ۴۰    |
| ۲۰۱۹–۲۰۲۰                | رئال مادرید              | لالیگا                   | ۱۷       | ۲        | ۳        | ۰        | ۵      | ۰      | ۲    | ۰    | ۲۷    | ۲     |
| ۲۰۲۰–۲۰۲۱                | رئال مادرید              | لالیگا                   | ۴        | ۰        | ۰        | ۰        | ۱      | ۰      | ۰    | ۰    | ۵     | ۰     |
| ۲۰۲۱–۲۰۲۲                | رئال مادرید              | لالیگا                   | ۵        | ۰        | ۰        | ۰        | ۲      | ۰      | ۰    | ۰    | ۷     | ۰     |
| مجموع رئال مادرید        | مجموع رئال مادرید        | مجموع رئال مادرید        | ۲۶       | ۲        | ۳        | ۰        | ۸      | ۰      | ۲    | ۰    | ۳۹    | ۲     |
| مجموع آمار               | مجموع آمار               | مجموع آمار               | ۱۶۰      | ۴۷       | ۱۳       | ۲        | ۲۴     | ۱۰     | ۳    | ۰    | ۲۰۰   | ۵۹    |

### آمار پاس گل
| فصل       | تیم               | پاس گل |
| --------- | ----------------- | ------ |
| ۲۰۱۳–۲۰۱۴ | ستاره‌سرخ‌بلگراد    |        |
| ۲۰۱۴–۲۰۱۵ | ستاره‌سرخ‌بلگراد    | ۲      |
| ۲۰۱۵–۲۰۱۶ | ستاره‌سرخ‌بلگراد    | ۲      |
| ۲۰۱۵–۲۰۱۶ | بنفیکا            | ۱      |
| ۲۰۱۶–۲۰۱۷ | بنفیکا            | ۱      |
| ۲۰۱۷–۲۰۱۸ | آینتراخت‌فرانکفورت | ۲      |
| ۲۰۱۸–۲۰۱۹ | آینتراخت‌فرانکفورت | ۷      |
| ۲۰۱۹–۲۰۲۰ | رئال‌مادرید        | ۲      |
| مجموع     | مجموع             | ۱۷     |

## افتخارات
- ستاره سرخ بلگراد

سوپر لیگ فوتبال صربستان: ۲۰۱۵–۲۰۱۶
- بنفیکا

لیگ برتر فوتبال پرتغال: ۲۰۱۶–۲۰۱۷
جام حذفی فوتبال پرتغال: ۲۰۱۶–۲۰۱۷
سوپر جام فوتبال پرتغال: ۲۰۱۶
- آینتراخت فرانکفورت

جام حذفی فوتبال آلمان: ۲۰۱۸
- رئال مادرید

لالیگا: ۲۰۱۹–۲۰۲۰، ۲۰۲۱–۲۰۲۲
سوپر جام فوتبال اسپانیا: ۲۰۱۹، ۲۰۲۱
لیگ قهرمانان اروپا: ۲۰۲۱–۲۰۲۲
- فیورنتینا

کوپا ایتالیا: ۲۳–۲۰۲۲ نایب قهرمان
لیگ کنفرانس اروپا: ۲۳–۲۰۲۲ نایب قهرمان

## عملکرد ملی
لوکا یوویچ سابقه بازی در تیم‌های ملی زیر ۱۶ سال صربستان، زیر ۱۷ سال صربستان، زیر ۱۸ سال صربستان، زیر ۱۹ سال صربستان، زیر ۲۰ سال صربستان، زیر ۲۱ سال صربستان را دارد.